# هيلين د. غايل
هيلين د. غايل (بالإنجليزية: Helene D. Gayle)‏ (مواليد 16 أغسطس 1955) هي طبيبة أمريكية تشغل منصب الرئيس التنفيذي لأمانة مجتمع شيكاغو، وهي إحدى المؤسسات المجتمعية القيادية في البلاد. تعمل الأمانة مع الجهات المانحة، والمنظمات غير الربحية، وقادة المجتمع، والمقيمين لقيادة الجهود الخيرية التي تحسن جودة حياة المقيمين في منطقة شيكاغو وإلهامها. كانت الرئيسة والمديرة التنفيذية لمبادرة مكينزي المجتمعية (مكينزي دوت أورغ حاليًا) ومنظمة كير الإنسانية منذ عام 2006 وحتى عام 2015. كانت غايل تدير سابقًا برنامج فيروس العوز المناعي البشري، والسل، والصحة الإنجابية في مؤسسة بيل وميلينا غيتس، وأمضت عشرين عامًا في مراكز السيطرة على الأمراض والوقاية منها (سي دي سي)، مُركزةً بشكل أساسي على متلازمة نقص المناعة المكتسبة (الإيدز).
عملت غايل أيضًا رئيسةً لمجلس الاستشارة الرئاسي في إدارة أوباما المعني بمتلازمة نقص المناعة المكتسبة (الإيدز). وقد اختيرت كواحدةً من أفضل القيادات النسائية والمفكرين العالميين في العالم. صُنفت أيضًا ضمن قائمة أقوى 100 امرأة في العالم من قبل مجلة فوربس. 

## سيرة حياتها
وُلدت غايل وترعرعت في بوفالو، نيويورك. حصلت على شهادة البكالوريوس في علم النفس من كلية بارنارد في جامعة كولومبيا، وشهادة دكتوراه من جامعة بنسلفانيا، وماجستير في الطب من جامعة جون هوبكنز. وهي حاصلة على شهادة البورد في طب الأطفال، وأكملت إقامتها في طب الأطفال في المركز الوطني الطبي للأطفال في العاصمة واشنطن.
أمضت عشرين سنة في مراكز السيطرة على الأمراض والوقاية منها (سي دي سي) باعتبارها خبيرة في الصحة والتنمية العالمية والقضايا الإنسانية، وركزت بشكل أساسي على مكافحة متلازمة نقص المناعة المكتسبة (الإيدز). عُينت أول مديرة للمركز الوطني للوقاية من فيروس العوز المناعي البشري، والأمراض المنقولة جنسيًا، والسل، وحصلت على رتبة لواء بحري وجرّاح عام مساعد في خدمة الصحة العامة في الولايات المتحدة. عملت غايل منسقةً ورئيسةً لقسم متلازمة نقص المناعة المكتسبة (الإيدز) في الوكالة الأمريكية للتنمية الدولية. عملت غايل بعدها مديرةً لبرنامج فيروس العوز المناعي البشري، والسل، والصحة الإنتاجية في مؤسسة بيل وميلندا غيتس، ووجّهت برامج عن متلازمة نقص المناعة المكتسبة (الإيدز) وقضايا صحية عالمية أخرى.
في عام 2005، أصبحت غايل رئيسة ومديرة تنفيذية لمنظمة كير، لتقود بذلك منظمة إنسانية دولية تمتلك نحو 10,000 موظف، ووصلت برامجها لمكافحة الفقر إلى 82 مليون شخص في 87 بلدًا. بعد انضمامها إلى منظمة كير في عام 2006، قادت غايل جهودًا لتعزيز التزام منظمة كير بتمكين الفتيات والنساء من إحداث تغييرات دائمة في المجتمعات الفقيرة. عززت منظمة كير تحت قيادتها تركيزها على التأثير طويل الأمد، وزادت الجهود السياسية والتوعوية، وعمّقت الروابط بين الفقر والبيئة. استفادت غايل من قوة شركاء مؤسسة كير والمنظمات غير الربحية لتوسيع نطاق وصول منظمة كير حول العالم بشكل كبير.
تحت قيادة غايل، قدمت كير ثلاثة برامج توقيع كجزءٍ من «مسارها نحو التمكين». يركز برنامج «الأمهات مهمات» على صحة الطفل والأم، ويسعى إلى تحسين الوصول إلى خدمات الحمل والولادة الآمنة لثلاثين مليون امرأة في أفريقيا وآسيا وأمريكا اللاتينية بحلول عام 2015. ويركز برنامج «القوة الداخلية» على تعليم الفتيات، ويسعى إلى تمكين 10 ملايين فتاة حول العالم من الحصول على تعليم ابتدائي جيد واكتساب مهارات القيادة بحلول عام 2015. ويركز برنامج «الوصول إلى أفريقيا» على التمويل المصغر، ويسعى إلى ضمان حصول 30 مليون شخص في 39 بلدًا على مجموعة الخدمات المالية الأساسية بحلول العقد المقبل.
في عام 2015، أصبحت غايل المدير التنفيذي الأول لمبادرة مكينزي المجتمعية (مكنزي دوت أورغ حاليًا)، وهي منظمة غير ربحية تنفذ برامج تجمع أصحاب المصلحة المتنوعين معًا لمعالجة التحديات المجتمعية والعالمية المعقدة. بوصفها المدير التنفيذي الأول، حددت الدكتورة غايل اتجاه بناء المنظمة. يعالج البرنامج الأول لمبادرة مكينزي المجتمعية مشكلة بطالة الشباب، مع برامج في خمسة بلدان –الهند، وكينيا، والمكسيك، وإسبانيا، والولايات المتحدة– وهدفها هو ربط مليون شاب بمهارات ووظائف خلال خمس سنوات.
تعمل غايل في العديد من المجالس من ضمنها مركز الدراسات الدولية والاستراتيجية، وشركة كولغيت بالموليف، وحملة ون، وكوكا كولا، ومؤسسات بروكينغز، ونيو أمريكا، ومصرف شيكاغو الاحتياطي الفيدرالي، والنادي الاقتصادي في شيكاغو. وهي عضو في مجلس العلاقات الخارجية، ورابطة الصحة العامة الأمريكية، والأكاديمية الوطنية للطب، والمؤسسة الطبية الوطنية، والأكاديمية الأمريكية لطب الأطفال. ترأست غايل أيضًا المجلس الاستشاري الرئاسي لإدارة أوباما المعنية بمتلازمة نقص المناعة المكتسبة (الإيدز)، وعملت في لجنة زمالات البيت الأبيض الخاصة بالرئيس.
اختيرت غايل كواحدة من «أفضل 100 مفكر عالمي» وفقًا لمجلة فورين بوليسي، وفي قائمة أفضل عشر «نساء قياديات»، وفي قائمة «50 امرأة للمشاهدة» لصحيفة وول ستريت جورنال، بالإضافة إلى كونها واحدة من «أكثر 100 أطلنطي مؤثر» وواحدة من «أكثر 100 جورجيني مؤثر». علاوة على ذلك، اعتُرف بها واحدةً من قائمة «أقوى 100 امرأة» لمجلة فوربس، وواحدة من قائمة «أفضل 50 شخصية وأكثرها تأثيرًا» لصحيفة نون بروفيت تايمز.
نشرت غايل العديد من المقالات العلمية وبرزت في العديد من وسائل الإعلام مثل نيويورك تايمز، وواشنطن بوست، وفوربس وومن، وغلامور، وأو ماغازين، والإذاعة الوطنية العامة، والسي إن إن. ابتداءً من عام 2009، عملت غايل رئيسًا مشاركًا في لجنة مركز الدراسات الدولية والاستراتيجية المعنية بسياسة الصحة العالمية الذكية إلى جانب الفريق الأول من رتبة أربع نجوم وليام ج. فالون.
كُرمت مساهماتها بجوائز من جامعة كولومبيا، وجامعة سبيلمان، ومركز إليانور روزفلت في فال-كيل، وخدمة الصحة العامة في الولايات المتحدة، وكلية برين ماور. حصلت على 16 درجة شرفية، وهي تشغل مناصب في هيئة التدريس في جامعة واشنطن وجامعة إيموري.
في عام 2015، وقّعت رسالة مفتوحة كانت منظمة حملة ون تجمع تواقيع لها؛ أُرسلت الرسالة إلى أنغيلا ميركل ونكوسازانا دلاميني زوما، تطلب منهما التركيز على النساء باعتبارهما تشغلان منصبي رئيس مجموعة السبع في ألمانيا ورئيس الاتحاد الأفريقي في جنوب أفريقيا على التوالي، والتي كانت ستبدأ في تحديد الأولويات في تمويل التنمية قبل قمة الأمم المتحدة الرئيسية في شهر سبتمبر من عام 2015 التي ستحدد أهداف تنمية جديدة للجيل. 

## وصلات خارجية
- الموقع الرسمي